# E. E. Knight
Pour les articles homonymes, voir Knight.
Œuvres principales
- Série Terre Vampire
- Série L'Âge du feu

E. E. Knight, nom de plume d'Eric Frisch, né le 7 mars 1965 à La Crosse dans le Wisconsin, est un auteur américain de roman de fantasy et de science-fiction.

## Biographie
Eric Frisch a grandi à Stillwater dans le Minnesota et réside à Oak Park dans l'Illinois avec son épouse et son fils.
En mai 2007, il a fait don de ses archives au Département des Livres Rares et Collections Spéciales de l'université du Nord de l'Illinois.

## Œuvres

### SérieTerre Vampire
1. La Voie du loup, Milady, 2008 ((en) Way of the wolf, 2003)Prix Compton-Crook 2004
2. Le Choix du félin, Milady, 2009 ((en) Choice of the cat, 2004)
3. La Légende du tonnerre, Milady, 2009 ((en) Tale of the Thunderbolt, 2005)
4. (en) Valentine's Rising, 2005
5. (en) Valentine's exile, 2006
6. (en) Valentine's resolve, 2007
7. (en) Fall with honor, 2008
8. (en) Winter duty, 2009
9. (en) March in country, 2010
10. (en) Appalachian Overthrow, 2013
11. (en) Baltic Gambit, 2014

### SérieL'Âge du feu
1. Dragon, Milady, 2008 ((en) Dragon Champion, 2005)
2. La Vengeance du dragon, Milady, 2009 ((en) Dragon Avenger, 2006)
3. Dragon banni, Milady, 2009 ((en) Dragon Outcast, 2007)
4. L'Attaque du dragon, Milady, 2010 ((en) Dragon Strike, 2008)
5. La Domination du dragon, Milady, 2010 ((en) Dragon Rule, 2009)
6. Le Destin du dragon, Milady, 2013 ((en) Dragon Fate, 2011)

### UniversTomb Raider

#### SérieCore Design
1. Le Culte des anciens, Fleuve noir, 2004 ((en) The Lost Cult, 2004)

### SérieDragoneer Academy
1. (en) Novice Dragoneer, 2019
2. (en) Daughter of the Serpentine, 2020